# Mosty Łódź
Mosty Łódź S.A. – polska firma budowlana z siedzibą w Łodzi.

## Historia
Przedsiębiorstwo zostało założone w 1992 przez pracowników łódzkiego oddziału Płockiego Przedsiębiorstwa Robót Mostowych jako Przedsiębiorstwo Robót Mostowych „Mosty – Łódź” S.A. W 1998 powstał natomiast oddział firmy w Rzeszowie.

### Projekty
Przedsiębiorstwo było wykonawcą m.in.:
- Stadion Widzewa Łódź
- Orientarium w Miejskim Ogrodzie Zoologicznym w Łodzi
- Most Solidarności w Płocku
- Trasa Górna w Łodzi
- Trasa W-Z w Łodzi
- Most im. Jana Pawła II w Puławach
- Most im. Jana Pawła II w Gdańsku
- Most Zamkowy w Rzeszowie
- Most w Połańcu
- Most w Strzyżowie
- Most w Wyszkowie
- Most w Zarzeczu
- Ulica Ogińskiego w Bydgoszczy
- 19 obiektów mostowych na odcinku autostrady A2 Emilia-Stryków